# Narella orientalis
Narella orientalis är en korallart som först beskrevs av W. Versluys 1906.  Narella orientalis ingår i släktet Narella och familjen Primnoidae. Inga underarter finns listade i Catalogue of Life.